# Ctenogobiops tangaroai
Ctenogobiops tangaroai é uma espécie de peixe da família Gobiidae e da ordem Perciformes.

## Morfologia
- Os machos podem atingir 6 cm de comprimento total.[6][7]

## Habitat
É um peixe marítimo, de clima tropical (22 °C-25 °C) e associado aos recifes de coral que vive entre 4–40 m de profundidade.

## Distribuição geográfica
É encontrado em: Oceano Pacífico: Ilhas do Almirantado, Samoa Americana, Austrália, China, Guam, Indonésia, Japão (incluindo nas Ilhas Ryukyu), Palau, Papua-Nova Guiné, nas Filipinas, Samoa, Taiwan e Tonga.

## Observações
É inofensivo para os humanos.